# Ypthima excellens
Ypthima excellens är en fjärilsart som beskrevs av Butler 1885. Ypthima excellens ingår i släktet Ypthima och familjen praktfjärilar. Inga underarter finns listade i Catalogue of Life.